# Tam Kai Chuen
Tam Kai Chuen (chinesisch 譚啟銓; * 6. September 1976) ist ein Badmintonspieler aus Hongkong.

## Karriere
Tam Kai Chuen nahm 2000 im Herreneinzel und im Mixed an Olympia teil. Bei beiden Starts wurde er 17. in der Endabrechnung. 1996 hatte er bereits die Australian Open gewonnen. Ein Jahr später siegte er bei den Polish Open.

## Sportliche Erfolge
| Saison | Veranstaltung        | Disziplin    | Platz | Name                                 |
| ------ | -------------------- | ------------ | ----- | ------------------------------------ |
| 1996   | Australian Open      | Herreneinzel | 1     | Tam Kai Chuen                        |
| 1996   | New Zealand Open     | Herreneinzel | 1     | Tam Kai Chuen                        |
| 1996   | New Zealand Open     | Mixed        | 1     | Tam Kai Chuen / Tung Chau Man        |
| 1997   | Polish International | Herreneinzel | 1     | Tam Kai Chuen                        |
| 1997   | India Open           | Herreneinzel | 5     | Tam Kai Chuen                        |
| 1999   | Hong Kong Open       | Herreneinzel | 2     | Tam Kai Chuen                        |
| 2000   | Olympia              | Herreneinzel | 17    | Tam Kai Chuen                        |
| 2000   | Olympia              | Mixed        | 17    | Tam Kai Chuen / Louisa Koon Wai Chee |
| 2001   | Hong Kong Open       | Herreneinzel | 5     | Kai Chuen Tam                        |
| 2001   | Hong Kong Open       | Herrendoppel | 5     | Ma Che Kong / Kai Chuen Tam          |